# Матрёнин, Александр Сергеевич
Александр Сергеевич Матрёнин (26 августа 1924 — 20 сентября 2002) — советский государственный и военный деятель, генерал-лейтенант Советской армии, участник Великой Отечественной войны, Герой Социалистического Труда, лауреат Ленинской премии, лауреат Государственной премии СССР, заместитель Министра общего машиностроения СССР (1984-1991 гг.)

## Биография
Родился 26 августа 1924 года в городе Щегловск. 
В РККА с 13 августа 1942 года. В 1943 году окончил оружейно-техническое училище в Туле. Воевал в должности оружейного техника (1246-й полк,  314-я стрелковая дивизия. Проявлял мужество, 24 ноября 1944 года в бою был ранен, но продолжил ведение боя.
После войны продолжил службу. В 1955 году окончил Военную академию имени Ф.Э.Дзержинского.
С 1955 года начал работу на космодроме «Байконур». 
Занимал разные должности: старшего испытателя, начальника отделения, начальника отдела комплексных испытаний и пуска, начальника 2-го испытательного управления полигона. 
Работал над разработкой и освоением новейших баллистических ракет, среди них: Р-36, Р-36орб, Р-11, Р-36М.
В 1968 году назначен на должность начальника 7-го Главного управления Министерства общего машиностроения СССР. Участвовал в испытаниях новейшей военной техники.
В 1969 году стал кандидатом технических наук.
В 1984 году занял поста заместителя Министра общего машиностроения СССР. Руководил процессом разработки, создания, испытания и производства новейших межконтинентальных баллистических ракет (среди них РТ-23).
Указом Президиума Верховного Совета СССР в 1990 году за выдающиеся заслуги в создании и производстве новой боевой техники Матрёнину было присвоено звание Героя Социалистического Труда.
В 1991 году ушёл в отставку.
С 1992 года по 2000 год занимал пост вице-президента корпорации «Рособщемаш».
Действительный член Академии космонавтики имени К. Э. Циолковского с 1994 года.
Умер 20 сентября 2002 года в Москве. Похоронен  на Троекуровском кладбище.

## Награды и почётные звания
- Медаль «Серп и Молот»
- Ленинская премия
- Государственная премия СССР
- 3 Ордена Ленина
- Орден Трудового Красного Знамени
- Орден Отечественной войны I степени
- Орден Красной Звезды
- Заслуженный деятель науки и техники Казахской ССР
- Другие награды